# تلم سباتي
التلم السباتي (بالإنجليزية: Carotid groove)‏ هو تلم في العظم الوتدي يقع فوق مرتكز الجناح الكبير للعظم الوتدي. التلم منحنٍ مثل حرف f مائل. يؤوي التلم الشريان السباتي الباطن والجيب الكهفي.